# La Croisille
La Croisille ist eine französische Gemeinde mit 409 Einwohnern (Stand: 1. Januar 2022) im Département Eure in der Region Normandie (vor 2016 Haute-Normandie). Sie gehört zum Arrondissement Évreux und zum Kanton Conches-en-Ouche sowie zum Gemeindeverband Pays de Conches. Die Einwohner werden Croisillais genannt.

## Geografie
La Croisille liegt etwa 14 Kilometer westsüdwestlich vom Stadtzentrum von Évreux. Umgeben wird La Croisille von den Nachbargemeinden Portes im Norden und Nordwesten, Ferrières-Haut-Clocher im Norden und Nordosten, Glisolles im Süden und Osten, Le Val-Doré im Süden und Südwesten sowie Saint-Élier im Westen.

## Bevölkerungsentwicklung
| Jahr      | 1962 | 1968 | 1975 | 1982 | 1990 | 1999 | 2006 | 2013 |
| Einwohner | 113  | 110  | 137  | 213  | 328  | 325  | 364  | 437  |

Quelle: INSEE

## Sehenswürdigkeiten
- Kirche Saint-Martin